# Oberlethe
Oberlethe  ist ein Ortsteil der Gemeinde Wardenburg im Landkreis Oldenburg in Niedersachsen.

## Geographie
Der Ort liegt etwa zweieinhalb Kilometer westlich von Wardenburg. Die nächste größere Stadt ist Oldenburg. Zur Nordsee sind es noch knapp 100 Kilometer.

## Geschichte
Das Dorf wurde als „Herbergen“ erstmals urkundlich erwähnt. Spätestens ab 1770 erscheint der Name Oberlethe in den Wardenburger Kirchenbüchern. Aus der Formulierung „over de Lethe to Herbergen“ (über die Lethe nach Herbergen, von Wardenburg aus gesehen) leitet sich der heutige Name ab. Der Ort hatte im Jahr 2001 etwa 530 Einwohner.

## Wirtschaft und Infrastruktur
Im Ort befinden sich die Letheschule und das Seminarhaus "Hof Oberlethe".